# Kiriejewka (rejon sudżański)
Kiriejewka (ros. Киреевка) – wieś (ros. село, trb. sieło) w zachodniej Rosji, w sielsowiecie porieczeńskim rejonu sudżańskiego w obwodzie kurskim.

## Geografia
Miejscowość położona jest w dorzeczu Sudży, 22,5 km od granicy z Ukrainą, 9 km od centrum administracyjnego sielsowietu porieczeńskiego (Czerkasskoje Poriecznoje), 22 km od centrum administracyjnego rejonu (Sudża), 71 km od Kurska.
W granicach miejscowości znajdują się ulice: Graczewka, Imieni Gieroja Sowietskogo Sojuza, Riecznaja, Sadowaja, Wygon.

## Demografia
W 2010 r. miejscowość zamieszkiwały 83 osoby.